# Jens Eisel
Jens Eisel (* 1980 in Neunkirchen/Saar) ist ein deutscher Schriftsteller.

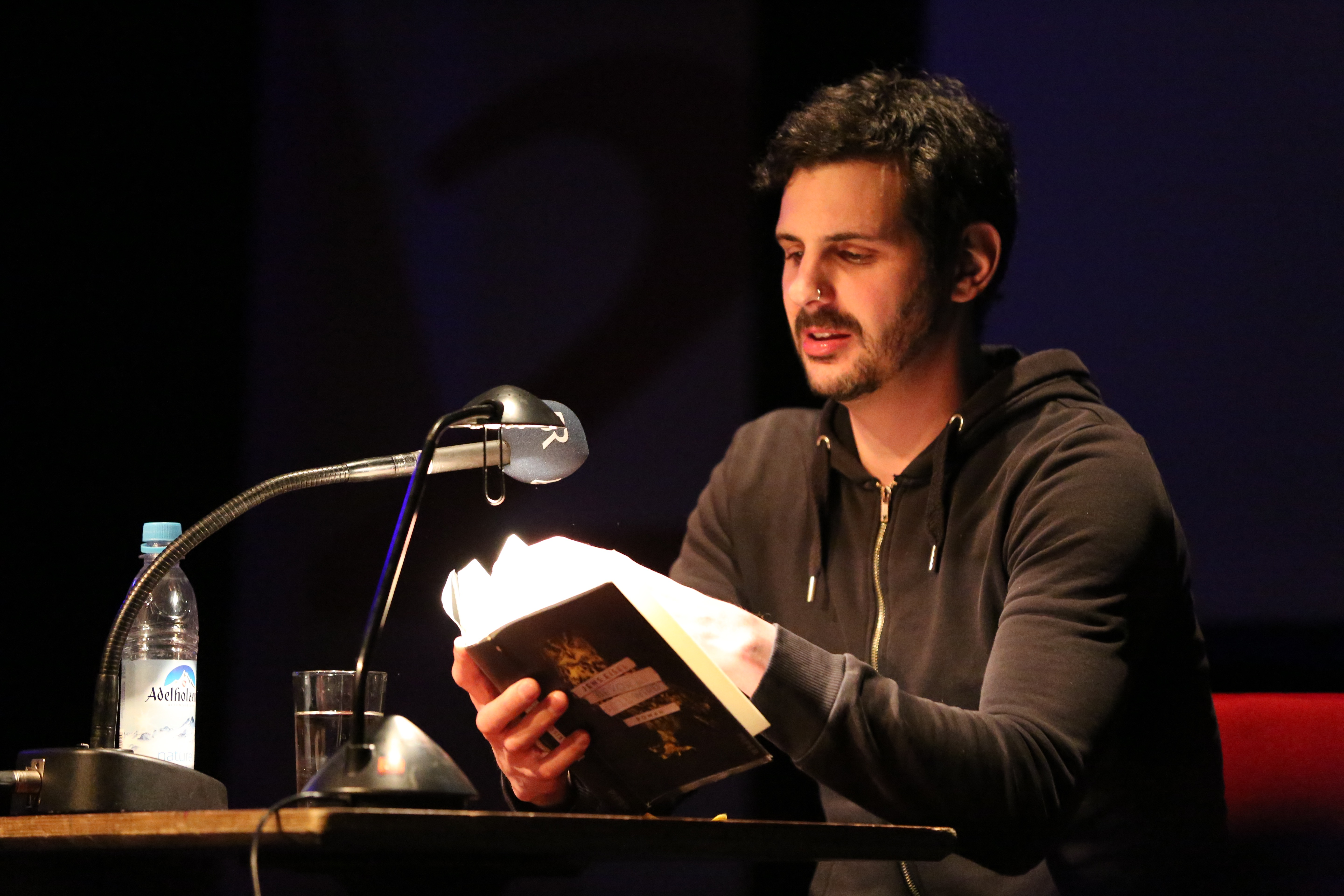
Jens Eisel liest bei den 17. Wortspielen in München

## Leben
Nach einer Schlosserausbildung arbeitete Jens Eisel als Hausmeister und Lagerarbeiter sowie als Pfleger der Diakonie Hamburg-St. Pauli.

Nach seinem Studium am Deutschen Literaturinstitut Leipzig war er 2013 Finalist beim Literaturpreis Prenzlauer Berg und gewann mit seiner Geschichte Glück im selben Jahr den Open Mike der Literaturwerkstatt Berlin.

Im Herbst 2014 erschien sein Debüt Hafenlichter beim Piper Verlag. Etwa zeitgleich wurde das Debüt auch als Hörbuch veröffentlicht, das von August Diehl vorgelesen wird.

Jens Eisel lebt mit seiner Familie in Hamburg.

## Auszeichnungen
- 2013: Open Mike „Prosa“, für Glück.
- 2013: Finalist beim Literaturpreis Prenzlauer Berg.
- 2015: „Debüt des Jahres“ Literaturwerk und VS Rheinland-Pfalz und Saarland.
- 2016: Stipendium des Schleswig-Holsteinischen Künstlerhauses Eckernförde.
- 2017: Aufenthaltsstipendium des Goethe-Institutes Zagreb und des Literaturhauses Kuća za pisce.
- 2017: Spreewald Literatur Stipendium.[5]
- 2017: Hamburger Literaturförderpreis.[6]
- 2018: Stipendium des Künstlerhofes Schreyahn.

## Werke

### Eigenständige Veröffentlichungen
- Hafenlichter. Stories. Piper Verlag, München 2014, ISBN 978-3-492-05665-6.
- Bevor es hell wird. Roman. Piper Verlag, München 2017, ISBN 978-3-492-05768-4.
- Cooper. Roman. Piper Verlag, München 2022, ISBN 978-3-492-05910-7.

### Beiträge in Anthologien und Literaturzeitschriften (Auswahl)
- Hunde. In: Konzepte Nr. 31, Bundesverband Junger Autorinnen und Autoren e. V., Bonn 2011, ISSN 0179-0676
- Kaffee. In: Tippgemeinschaft 2011 Jahresanthologie der Studierenden des Deutschen Literaturinstituts Leipzig, Connewitzer Verlagsbuchhandlung, Leipzig 2011, ISBN 978-3-937799-55-1, S. 100–103
- Oldtimer. In: Tippgemeinschaft 2012 Jahresanthologie der Studierenden des Deutschen Literaturinstituts Leipzig, Connewitzer Verlagsbuchhandlung, Leipzig 2012, ISBN 978-3-937799-64-3, S. 28–33
- Die Fahrt. In: Tippgemeinschaft 2013 Jahresanthologie der Studierenden des Deutschen Literaturinstituts Leipzig, Connewitzer Verlagsbuchhandlung, Leipzig 2013, ISBN 978-3-937799-68-1, S. 24–28
- Glück. In: 21. OPEN MIKE Internationaler Wettbewerb junger deutschsprachiger Prosa und Lyrik. Allitera Verlag, München 2013, ISBN 978-3-86906-606-6, S. 21–25
- Tanzen. In: Carolin Beutel, Moritz Malsch (Hrsg.): Re-covered. Neue deutschsprachige Literatur. Verlag Lettrétage, Berlin 2013, ISBN 978-3-9812062-9-6, S. 159–163